# Austroleptis penai
Austroleptis penai är en tvåvingeart som beskrevs av Akira Nagatomi 1987. Austroleptis penai ingår i släktet Austroleptis och familjen Austroleptidae. Inga underarter finns listade i Catalogue of Life.